# Ål (djurfärg)

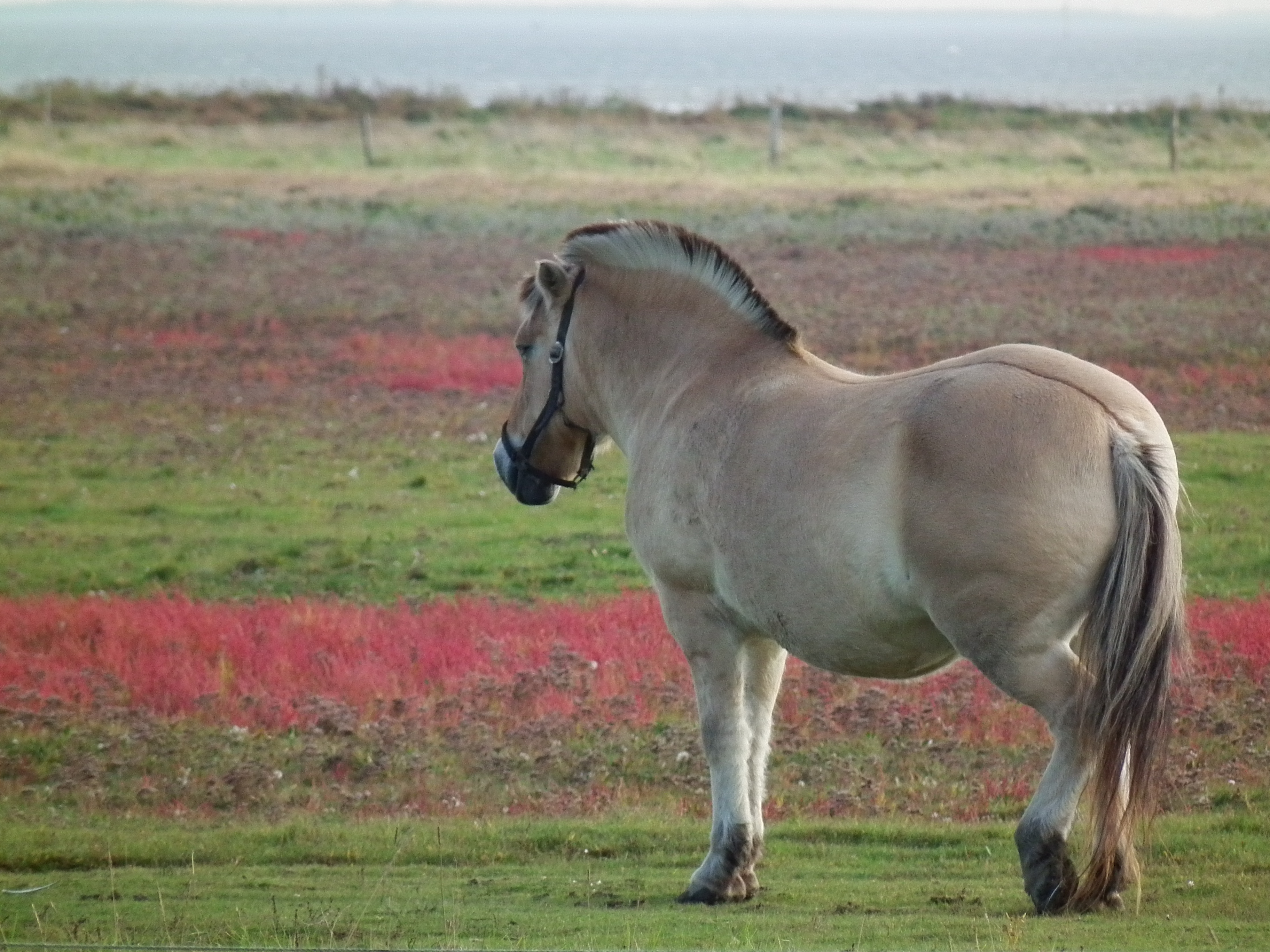
Norsk fjordhäst med ålen väl synlig i manen.

Ål är en tydligt avvikande färgstråk på rygg och nacke hos vissa däggdjur. Begreppet används främst för tamhäst och förekommer där i samband med färgen black, men ål kan även ses på ryggen av tamåsnor, hos viss nötkreatur, hund och kanin. Ålen är oftast svart eller mörkbrun.
Ålen ger blacka hästar den karaktäristiska manen som ser ut att vara färgad i lager: ljusare på kanterna och mörkare i mitten. Allra tydligast ser man detta hos fjordhästar, vars manar traditionellt klipps så att manen står rakt upp, i så kallad ståndman, med den mörka delen något längre än de ljusa delarna.